# قرن على (صعفان)

تعديل مصدري - تعديل

قرن على هي إحدى قرى عزلة بني عراف بمديرية صعفان التابعة لمحافظة صنعاء، بلغ تعداد سكانها 146 نسمة حسب تعداد اليمن لعام 2004.